# Temporada 1978-79 de los Kansas City Kings
La temporada 1978-79 fue la trigésimo primera de los Kings en la NBA, y la séptima en Kansas City. La temporada regular acabó con 48 victorias y 34 derrotas, ocupando el segundo puesto de la Conferencia Oeste, clasificándose para los playoffs, en los que cayó en semifinales de conferencia ante Phoenix Suns.

## Elecciones en elDraft
| Ronda | Puesto | Jugador        | Posición  | Nacionalidad   | Universidad    |
| ----- | ------ | -------------- | --------- | -------------- | -------------- |
| 1     | 2      | Phil Ford      | Base      | Estados Unidos | North Carolina |
| 3     | 49     | Jeff Cook      | Ala-Pívot | Estados Unidos | Idaho State    |
| 4     | 70     | Geoff Crompton | Pívot     | Estados Unidos | North Carolina |

## Temporada regular
| División Medio Oeste | División Medio Oeste | División Medio Oeste | División Medio Oeste | División Medio Oeste | División Medio Oeste | División Medio Oeste | División Medio Oeste | División Medio Oeste |
| Equipo               | G                    | P                    | %                    | PD                   | Casa                 | Fuera                | Div                  |                      |
| -------------------- | -------------------- | -------------------- | -------------------- | -------------------- | -------------------- | -------------------- | -------------------- | -------------------- |
| y-Kansas City Kings  | 48                   | 34                   | .585                 | –                    | 32–9                 | 16–25                | 12–4                 |                      |
| x-Denver Nuggets     | 47                   | 35                   | .573                 | 1                    | 29–12                | 18–23                | 8–8                  |                      |
| Indiana Pacers       | 38                   | 44                   | .463                 | 10                   | 25–16                | 13–28                | 6–10                 |                      |
| Milwaukee Bucks      | 38                   | 44                   | .463                 | 10                   | 28–13                | 10–31                | 9–7                  |                      |
| Chicago Bulls        | 31                   | 51                   | .378                 | 17                   | 19–22                | 12–29                | 5–11                 |                      |

## Playoffs

### Semifinales de Conferencia
Phoenix Suns vs. Kansas City Kings 
| Fecha       | Partido                                | Ciudad      |
| ----------- | -------------------------------------- | ----------- |
| 17 de abril | Phoenix Suns 102, Kansas City Kings 99 | Phoenix     |
| 20 de abril | Kansas City Kings 111, Phoenix Suns 91 | Kansas City |
| 22 de abril | Phoenix Suns 108, Kansas City Kings 93 | Phoenix     |
| 25 de abril | Kansas City Kings 94, Phoenix Suns 108 | Kansas City |
| 27 de abril | Phoenix Suns 120, Kansas City Kings 99 | Phoenix     |
|             | Phoenix Suns gana las series 4-1       |             |

## Estadísticas
| Rk | Jugador            | Edad | P  | PT | MP   | TC  | TCI  | %TC  | TL  | TLI | %TL  | RO  | RD  | RT  | AS  | RB  | TAP | BP  | FP  | PTS  |
| -- | ------------------ | ---- | -- | -- | ---- | --- | ---- | ---- | --- | --- | ---- | --- | --- | --- | --- | --- | --- | --- | --- | ---- |
| 1  | Otis Birdsong      | 23   | 82 |    | 34.6 | 9.0 | 17.8 | .509 | 3.6 | 5.0 | .725 | 2.1 | 2.2 | 4.3 | 3.4 | 1.5 | 0.2 | 2.4 | 3.1 | 21.7 |
| 2  | Phil Ford          | 22   | 79 |    | 34.5 | 5.9 | 12.7 | .465 | 4.1 | 5.1 | .813 | 0.4 | 1.9 | 2.3 | 8.6 | 2.2 | 0.1 | 4.1 | 3.1 | 15.9 |
| 3  | Scott Wedman       | 26   | 73 |    | 34.2 | 7.7 | 14.4 | .534 | 3.0 | 3.7 | .797 | 1.8 | 3.4 | 5.3 | 2.0 | 1.0 | 0.4 | 1.5 | 3.3 | 18.3 |
| 4  | Sam Lacey          | 30   | 82 |    | 32.0 | 4.3 | 8.5  | .502 | 2.0 | 2.8 | .739 | 2.2 | 6.4 | 8.6 | 5.2 | 1.3 | 1.7 | 3.0 | 3.8 | 10.6 |
| 5  | Bill Robinzine     | 26   | 82 |    | 26.6 | 5.6 | 10.2 | .548 | 2.2 | 3.0 | .732 | 2.7 | 5.1 | 7.8 | 1.3 | 1.3 | 0.2 | 2.2 | 4.5 | 13.4 |
| 6  | Darnell Hillman    | 29   | 78 |    | 20.7 | 2.7 | 5.5  | .493 | 1.6 | 2.9 | .558 | 1.8 | 3.8 | 5.5 | 1.2 | 0.6 | 0.8 | 1.7 | 3.7 | 7.0  |
| 7  | Tom Burleson       | 26   | 56 |    | 16.6 | 2.8 | 6.1  | .459 | 2.2 | 3.0 | .716 | 1.5 | 3.5 | 5.0 | 0.9 | 0.5 | 1.0 | 1.1 | 3.3 | 7.8  |
| 8  | Billy McKinney     | 23   | 78 |    | 15.9 | 3.1 | 6.1  | .503 | 1.7 | 2.1 | .796 | 0.3 | 0.8 | 1.1 | 3.2 | 0.7 | 0.0 | 1.6 | 1.6 | 7.8  |
| 9  | Bob Nash           | 28   | 82 |    | 15.9 | 2.8 | 6.4  | .435 | 0.8 | 1.0 | .802 | 0.9 | 1.6 | 2.5 | 0.9 | 0.4 | 0.2 | 1.0 | 1.6 | 6.4  |
| 10 | Marlon Redmond     | 23   | 49 |    | 15.0 | 3.3 | 7.7  | .432 | 0.6 | 1.0 | .620 | 1.2 | 1.0 | 2.2 | 1.2 | 0.6 | 0.3 | 1.1 | 1.9 | 7.2  |
| 11 | Ron Behagen        | 28   | 9  |    | 14.0 | 2.6 | 5.6  | .460 | 0.9 | 1.2 | .727 | 1.2 | 2.2 | 3.4 | 0.6 | 0.2 | 0.1 | 0.7 | 3.0 | 6.0  |
| 12 | Lucius Allen       | 31   | 31 |    | 13.3 | 2.2 | 5.6  | .397 | 0.6 | 1.1 | .576 | 0.5 | 1.0 | 1.5 | 1.4 | 0.7 | 0.2 | 1.0 | 1.7 | 5.1  |
| 13 | Richard Washington | 23   | 18 |    | 8.9  | 0.8 | 2.3  | .341 | 0.6 | 0.9 | .625 | 0.6 | 2.1 | 2.7 | 0.4 | 0.4 | 0.2 | 0.8 | 1.7 | 2.1  |
| 14 | Gus Gerard         | 25   | 56 |    | 8.2  | 1.5 | 3.4  | .435 | 0.9 | 1.6 | .551 | 0.7 | 1.0 | 1.7 | 0.4 | 0.3 | 0.2 | 0.6 | 1.3 | 3.8  |

## Galardones y récords
| Jugador            | Galardón                                                                                  |
| Phil Ford          | Rookie del año de la NBA Mejor quinteto de rookies de la NBA 2.º Mejor quinteto de la NBA |
| Cotton Fitzsimmons | Entrenador del año de la NBA                                                              |
| Otis Birdsong      | All-Star                                                                                  |